# Ефект на Казимир
Ефект на Казимир в квантовата теория на полето е налягането от привличането между две плоски, успоредни метални плочи, поставени много близо една до друга във вакуум. То се дължи на намаляването на обичайния брой виртуални частици в пространството между плочите. Тъй като силата на налягането намалява рязко при отдалечаване на обектите, тя е измерима само когато разстоянието между тях е изключително малко. Ефектът носи името на нидерландския физик Хендрик Казимир, който го наблюдава при експеримент с колоидни разтвори в лабораториите на „Филипс“ в Нидерландия през 1947 г.

## Общ преглед
Ефектът на Казимир може да бъде разбран от идеята, че наличието на проводящи метали и диелектрици променя стойността на вакуумното очакване на енергията на вторичното квантувано електромагнитно поле. Тъй като стойността на тази енергия зависи от формата и позицията на проводниците и диелектриците, ефектът на Казимир се проявява като сила между такива обекти.
Във всяка среда, поддържаща трептения, има аналог на ефекта на Казимир. Например мъниста на низ, потопени във вода плочи и подложени на звукови вълни или газ.
В съвременната теоретична физика ефектът на Казимир играе важна роля в хиралния модел на нуклона. В приложната физика ефектът е значим в някои аспекти на възникващите микротехнологии и нанотехнологии.

## Физични свойства
Типичен пример за ефекта е този с двете незаредени проводящи плочи във вакуум, поставени на разстояние няколко нанометра една от друга. В класическия случай, липсата на външно поле означава, че между плочите няма поле и че между тях не се измерва никаква сила. От гледна точка на квантовата теория на полето обаче, физическият вакуум не е абсолютно празен – в него постоянно се раждат и умират двойки виртуални частици и се наблюдават флуктуации на свързаните с тях полета. В случая на квантов електродинамичен вакуум частиците са виртуални фотони, които съставляват поле и произвеждат сила – или привличане или отблъскване, в зависимост от специфичното подреждане на двете плочи. Въпреки че ефектът на Казимир може да бъде изразен по отношение на виртуалните частици, които взаимодействат с обектите, той се описва и изчислява по-лесно по отношение на нулевата енергия на квантово поле в пространството между обектите. Тази сила е измерена и е поразителен пример за ефект, формално засечен чрез вторично квантуване.
Разглеждането на граничните условия при тези изчисления води до известни противоречия. Всъщност първоначалната цел на Казимир е да изчисли силата на Ван дер Ваалс между поляризуемите молекули на проводящите плочи. Оттук ефектът може да се интерпретира без връзка с нулевата енергия на квантовите полета.
Тъй като силата на полето спада бързо с увеличаване на разстоянието, тя е измерима само при изключително малко разстояние между обектите. В микроскопичен мащаб тази сила става толкова голяма, че тя става доминиращата сила между незаредените проводници. Всъщност на разстояние от 10 nm (около 100 пъти повече от обичайния размер на атома) ефектът на Казимир произвежда еквивалента на 1 атмосфера налягане (точната стойност зависи от повърхностната геометрия и други фактори).

## История
Нидерландските физици Хендрик Казимир и Дирк Полдер от лабораторията на „Филипс“ предполагат съществуването на сила между два поляризуеми атома и между такъв атом и проводяща плоча през 1947 г. След разговор с Нилс Бор, който предлага, че това може да има нещо общо с нулевата енергия, Казимир сам формулира теорията, предсказваща силата между неутралните проводящи плочи през 1948 г.
Предположенията за силата по-късно се разширяват до метали с ограничена проводимост и диелектрици, а последните изчисления вземат предвид по-общи геометрии. Експерименти през 1997 г. за измерване на дебелината на слоеве от течен хелий косвено потвърждават предсказаната енергия на Казимир. През същата година С. Ламоро провеждо пряк опит, с който количествено измерва силата с точност до 5% от предсказаната от теорията стойност. Последвалите експерименти са още по-точни.

## Възможни причини

### Вакуумна енергия
Причините за ефекта на Казимир се описват от квантовата теория на полето, според която всички фундаментални полета, като например електромагнитното, трябва да се квантуват във всяка точка в пространството. В опростен вид, поле във физиката може да се представи като пространство, пълно с взаимно свързани вибриращи топки и пружини, а силата на полето може да се визуализира като преместването на топка спрямо нейното положение на покой. Вибрациите в това поле се разпространяват и се управляват от подходящо уравнение на вълната за конкретното поле. Вторичното квантуване на квантовото поле изисква всяка комбинация топка-пружина да бъде квантувана, т.е. силата на полето също да се квантува във всяка точка от пространството. На най-елементарно ниво, полето във всяка точка от пространството е прост квантов хармоничен осцилатор и квантуването му поставя такъв осцилатор във всяка точка. Възбужданията на полето съответстват на елементарните частици от физиката на елементарните частици. Така дори вакуумът придобива извънредно сложна структура, така че всички изчисления на квантовата теория на полето трябва да отчитат този модел на вакуума.
Вакуумът има всички свойства, които една частица би могла да има: спин, поляризация, енергия и т.н. В повечето случаи болшинството от тези свойства се отменят едно друго и в този ред на мисли вакуумът е „празен“. Едно важно изключение е вакуумната енергия или стойността на вакуумното очакване. Квантуването на прост хармоничен осцилатор предполага, че най-ниската възможна енергия или нулевата енергия на един такъв осцилатор е:
{\displaystyle {E}={\begin{matrix}{\frac {1}{2}}\end{matrix}}\hbar \omega \ }
Събирането на всички възможно осцилатори във всички точки от пространството дава безкрайно количество. Тъй като физически измерими са само разликите в енергията (с изключение на гравитацията, която остава отвъд обхвата на квантовата теория на полето), тази безкрайност може да се счита по-скоро за математическо понятие, отколкото физическо. Този аргумент е опората на теорията на ренормализацията. Боравенето с безкрайни величини по този начин е причина за широко разпространено безпокойство сред теоретиците на квантовото поле преди разработването на ренормализационна група през 1970-те години, представляваща математически формализъм за трансформации на мащаба, който предоставя естествена основа за процеса.
Когато предметът на разглеждане се разшири така, че да включва гравитацията, интерпретацията на това формално безкрайно количество си остава проблематична. Към момента няма обяснение защо то не трябва да води до космологична константа, която е с много порядъци по-голяма от наблюдаваното. Тъй като все още не разполагаме с напълно съгласувана и последователна квантова теория на гравитацията, не съществуват аргументи и в обратната посока.

### Релативистична сила на Ван дер Ваалс
Според някои учени ефектът на Казимир може да бъде формулиран, а силите на Казимир могат да бъдат разгледани като релативистични квантови сили между заряди и токове. Силата на Казимир (на единица площ) между успоредни плочи изчезва, когато алфа, константата на тънката структура, клони към нула. Стандартният резултат, който изглежда е независим от алфа, съответства на алфа, приближаваща безкрайността и следователно силата на Казимир се свежда просто до сила на Ван дер Ваалс между две метални плочи. Първоначалният труд на Казимир и Полдер използва именно този метод за извеждане на силата. През 1978 г. Швингер, Де Рад и Милтън публикуват сходен извод за ефекта на Казимир между две успоредни плочи. Всъщност описанието по отношение на силата на Ван дер Ваалс е единственото вярно описание от фундаментална микроскопична перспектива, докато другите описания на силата на Казимир са просто ефективни макроскопични описания.

### Двойна енергия при основно състояние
Предложен е трети начин за разбиране на силата на Казимир, основан на каноничната макроскопична квантова електродинамика. В тази интерпретация съществува основно (вакуумно) състояние на двойната система от вещество и поле, което определя основните свойства на електромагнитното поле, пораждащо сила. Силата на Казимир в основата си е свойство на двойната система, при която взаимодействието между плочите се осъществява от нулеви полета. В по-традиционните интерпретации обаче се набляга или върху електромагнитното поле, или променливото вещество в плочите.

## Въздействие
Наблюдението на Казимир е, че вторичното квантувано електромагнитно поле в присъствието на тела като метали или диелектрици, трябва да се подчинява на същите гранични условия, на каквито трябва да се подчинява и класическото електромагнитно поле. В частност, това засяга изчислението на вакуумната енергия в присъствието на проводник или диелектрик.
Нека да вземем предвид изчислението на стойността на вакуумното очакване на електромагнитното поле в метална кухина, като например радарен магнетрон. В този случай правилният начин да се намери нулевата енергия на полето е да се съберат енергиите на стоящите вълни в кухината. На всяка възможна стояща вълна съответства енергия – нека енергията на n-тата стояща вълна е {\displaystyle E_{n}}. Тогава стойността на вакуумното очакване за енергията на електромагнитното поле в кухината е:
{\displaystyle \langle E\rangle ={\frac {1}{2}}\sum _{n}E_{n}}
като сумата обхваща всички възможни стойности на n, изброявайки стоящите вълни. Коефициентът 1/2 присъства, тъй като нулевата енергия за n е {\displaystyle E_{n}/2}, където {\displaystyle E_{n}} е увеличението на енергията за n. Разписан по този начин, сборът е ясно разходящ, но може да бъде използван за създаването и на ограничени изрази.
Възможно е да се появи въпросът как нулевата енергия зависи от формата s на кухината. Всяко енергийно ниво {\displaystyle E_{n}} зависи от формата и следователно е по-подходящо да се запише {\displaystyle E_{n}(s)} за енергийното ниво и {\displaystyle \langle E(s)\rangle } за стойността на вакуумното очакване. Тук има важно наблюдение: силата в точка p върху стената на кухината е равна на заряда на вакуумната енергия, ако формата s на стената се наруши малко, например с {\displaystyle \delta s}, в точка p. Оттук:
{\displaystyle F(p)=-\left.{\frac {\delta \langle E(s)\rangle }{\delta s}}\right\vert _{p}.\,}
Тази стойност е ограничена в много практически изчисления.

## Извеждане на ефекта на Казимир
В първоначалното изчисление на Казимир той взема предвид пространството между двойка проводящи метални плочи, раздалечени на разстояние {\displaystyle a}. В този случай стоящите вълни са особено лесни за изчисляване, тъй като напречната компонента на електрическото поле и нормалната компонента на магнитното поле трябва да изчезнат на повърхността на проводника. Считайки, че плочите лежат успоредно на равнината xy, стоящите вълни са:
{\displaystyle \psi _{n}(x,y,z;t)=e^{-i\omega _{n}t}e^{ik_{x}x+ik_{y}y}\sin(k_{n}z)}
където {\displaystyle \psi } е електрическата компонента на електромагнитното поле, а за сбитост, поляризацията и магнитните компоненти не се взимат предвид. Тук, {\displaystyle k_{x}} и {\displaystyle k_{y}} са вълновите числа в направления, успоредни на плочите, а
{\displaystyle k_{n}={\frac {n\pi }{a}}}
е вълновото число, перпендикулярно на плочите. Тук n е цяло число, произхождащо от изискването, че ψ трябва да изчезне върху металните плочи. Честотата на тази вълна е:
{\displaystyle \omega _{n}=c{\sqrt {{k_{x}}^{2}+{k_{y}}^{2}+{\frac {n^{2}\pi ^{2}}{a^{2}}}}}}
където c е скоростта на светлината. Вакуумната енергия тогава е сбор от всички възможни възбудени състояния. Тъй като площта на плочите е голяма, може да се сумира чрез интегриране по две измерения в k-пространство. Считането на периодичните гранични условия води до:
{\displaystyle \langle E\rangle ={\frac {\hbar }{2}}\cdot 2\int {\frac {Adk_{x}dk_{y}}{(2\pi )^{2}}}\sum _{n=1}^{\infty }\omega _{n}}
където A е площта на металните плочи, а коефициентът 2 се въвежда за две възможни поляризации на вълната. Този израз е ясно безкраен и за да се продължи с изчислението е удобно да въведен регулатор. Той служи за правенето на израза краен, а в края се премахва. Зета-регуляризираната версия на енергията на единица площ от плочата е:
{\displaystyle {\frac {\langle E(s)\rangle }{A}}=\hbar \int {\frac {dk_{x}dk_{y}}{(2\pi )^{2}}}\sum _{n=1}^{\infty }\omega _{n}\vert \omega _{n}\vert ^{-s}.}
Накрая границата {\displaystyle s\to 0} трябва да бъде взета предвид. Тук s е комплексно число, което не бива да бъде бъркано с предишно дискутираната форма. Този интеграл/сбор е краен за реално s, което е по-голямо от 3. Сборът има полюс при s=3, но може да бъде аналитично продължен до s=0, където изразът е краен. Горният израз се опростява до:
{\displaystyle {\frac {\langle E(s)\rangle }{A}}={\frac {\hbar c^{1-s}}{4\pi ^{2}}}\sum _{n}\int _{0}^{\infty }2\pi qdq\left\vert q^{2}+{\frac {\pi ^{2}n^{2}}{a^{2}}}\right\vert ^{(1-s)/2},}
където полярните координати {\displaystyle q^{2}=k_{x}^{2}+k_{y}^{2}} са въведени с цел двойният интеграл да се превърне в единичен интеграл. {\displaystyle q} отпред е якобианата, а {\displaystyle 2\pi } идва от ъгловата интеграция. Интегралът е сходим, ако Re[s] > 3, което води до:
{\displaystyle {\frac {\langle E(s)\rangle }{A}}=-{\frac {\hbar c^{1-s}\pi ^{2-s}}{2a^{3-s}}}{\frac {1}{3-s}}\sum _{n}\vert n\vert ^{3-s}=-{\frac {\hbar c^{1-s}\pi ^{2-s}}{2a^{3-s}}}\sum _{n}{\frac {1}{\left|n\right|^{s-3}}}.}
Сборът е разходящ при s близо до нулата, но ако се счете, че заглушаването на възбужданията с голяма честота, съответстващо на аналитичното продължение на дзета-функция на Риман до s=0, има някакъв физичен смисъл, тогава:
{\displaystyle {\frac {\langle E\rangle }{A}}=\lim _{s\to 0}{\frac {\langle E(s)\rangle }{A}}=-{\frac {\hbar c\pi ^{2}}{6a^{3}}}\zeta (-3).}
но
{\displaystyle \zeta (-3)={\frac {1}{120}}}
и така се получава
{\displaystyle {\frac {\langle E\rangle }{A}}={\frac {-\hbar c\pi ^{2}}{720a^{3}}}.}
Аналитичното продължение очевидно е изгубило положителна безкрайност, някак си точно съответствайки на нулевата енергия (невключена по-горе) извън промеждутъка между плочите, но което се променя при движение на плочите в затворена система. Силата на Казимир на единица площ {\displaystyle F_{c}/A} за идеални, перфектно проводящи плочи с вакуум между тях е:
{\displaystyle {F_{c} \over A}=-{\frac {d}{da}}{\frac {\langle E\rangle }{A}}=-{\frac {\hbar c\pi ^{2}}{240a^{4}}}}
където
{\displaystyle \hbar } е редуцираната константа на Планк,
{\displaystyle c} е скоростта на светлината,
{\displaystyle a} е разстоянието между двете плочи.
Силата е отрицателна, което ще рече, че тя е сила на привличане: премествайки двете плочи заедно, енергията намалява. Наличието на {\displaystyle \hbar } показва, че силата на Казимир на единица площ {\displaystyle F_{c}/A} е много малка и че силата по своята същност е с квантово-механичен произход.

## Отблъскващи сили
В някои случаи е възможно ефектът на Казимир да породи отблъскващи сили между незаредените обекти. Евгений Лифшиц доказва теоретично, че при определени обстоятелства (най-често включващи течности) е възможно да се породят отблъскващи сили. Това поражда интерес в приложението на ефекта на Казимир при разработването на левитиращи устройства. Проведена е експериментална демонстрация на отблъскването на Казимир. Всъщност отблъскването може да възникне за достатъчно анизотропни електрически тела.

## Приложение
Има идеи силите на Казимир да намерят приложение при нанотехнологиите, особено при технологиите на силициевите интегрални схеми и т. нар. осцилатори на Казимир.
Ефектът на Казимир показва, че квантовата теория на полето позволява на плътността на енергията в определени региони на пространството да е отрицателна спрямо обичайната вакуумна енергия, а теоретично е доказано, че квантовата теория на полето позволява наличието на състояния, при които енергията може да е произволно отрицателна, в която да е точка. Много физици, сред които Стивън Хокинг и Кип Торн, смятат, че тези ефекти могат да направят възможно стабилизирането на прекосима червейна дупка.
На 4 юни 2013 г. група учени докладват за компактен силициев чип, който може да измерва силата на Казимир.